# Metoncholaimus pelor
Metoncholaimus pelor är en rundmaskart som beskrevs av Stephen Donald Hopper 1967. Metoncholaimus pelor ingår i släktet Metoncholaimus och familjen Oncholaimidae. Inga underarter finns listade i Catalogue of Life.